# Bergambacht
Bergambacht (anhörenⓘ) ist ein Dorf und eine ehemalige Gemeinde in den Niederlanden, Provinz Südholland. Zu der Gemeinde gehörten die Dörfer Bergambacht, Ammerstol und Berkenwoude. Am 1. Januar 2015 wurde sie in die Gemeinde Krimpenerwaard eingegliedert.

## Lage und Wirtschaft
Das Dorf liegt an der Lek etwa 25 km östlich von Rotterdam im Polder Krimpenerwaard. Die meisten Einwohner leben von der Landwirtschaft. Es gibt einige Holz verarbeitende Betriebe.

## Geschichte
Alle drei Dörfer bestanden bereits im Mittelalter. Ammerstol war sogar einige Zeit Stadt, es hatte vom Grafen von Holland Fischmarkt- und Zollrechte erhalten, konnte sich aber gegen günstiger gelegene Orte nicht durchsetzen.
Mehrere alte Bauernhöfe zeugen noch von einem gewissen Wohlstand im 18. und 19. Jahrhundert. Der ehemalige Ministerpräsident Wim Kok wurde in Bergambacht geboren.

## Politik

### Sitzverteilung im Gemeinderat
| Partei           | Sitze | Sitze | Sitze | Sitze |
| Partei           | 1998  | 2002  | 2006  | 2010  |
| ---------------- | ----- | ----- | ----- | ----- |
| Gemeentebelang   | 4     | 5     | 5     | 5     |
| ChristenUnie/SGP | —     | 3     | 3     | 3     |
| PvdA             | 3     | 2     | 3     | 2     |
| VVD              | 2     | 1     | 1     | 2     |
| CDA              | 1     | 2     | 1     | 1     |
| SGP/RPF          | 3     | —     | —     | —     |
| Gesamt           | 13    | 13    | 13    | 13    |

## Geboren in Bergambacht
- Wim Kok (1938–2018), Politiker
- Max van den Berg (* 1946), Politiker, Mitglied des Europaparlaments
- Jasper Bouter (* 1996), Beachvolleyballspieler